# 6829 Charmawidor
A 6829 Charmawidor (ideiglenes jelöléssel 1991 BM1) a Naprendszer kisbolygóövében található aszteroida. Eric Walter Elst fedezte fel 1991. január 18-án.